# 粉眼蝶屬
粉眼蝶屬（學名：Callarge）是蛺蝶科眼蝶亞科幘眼蝶族中的一個屬。共有2個物種，分佈於東亞。成蟲會以貝氏擬態摸仿絹斑蝶屬物種的翅膀花紋，使捕食者不好獵食，這是眼蝶分類相對罕有的進化形態。

## 物種
- Callarge occidentalis
- 粉眼蝶 Callarge sagitta

## 腳註
1. ↑  Brower, Andrew V. Z. 2009. Callarge Leech 1892. Version 16 November 2009 (under construction). http://tolweb.org/Callarge/70725/2009.11.16 （页面存档备份，存于） in The Tree of Life Web Project, http://tolweb.org/ （页面存档备份，存于） （英文）